# Équipe de Malaisie de football
Cet article traite de l'équipe masculine. Pour l'équipe féminine, voir Équipe de Malaisie féminine de football.
Maillots
Actualités
L'équipe de Malaisie de football est une sélection des meilleurs joueurs malaisiens sous l'égide de la Fédération de Malaisie de football.

## Sélection actuelle
Mis à jour le 22 juillet 2024
| N°         | Nom                 | Date de naissance | Sélections (buts) | Club               |
| Gardiens   | Gardiens            | Gardiens          | Gardiens          | Gardiens           |
| ---------- | ------------------- | ----------------- | ----------------- | ------------------ |
| 12         | AzrI Ghani          | 30 avril 1999     | 2 (0)             | Kuala Lumpur City  |
| 22         | Syihan Hazmi        | 22 février 1996   | 17 (0)            | Johor Darul Ta'zim |
| 1          | Kalamullah Al-Hafiz | 30 juillet 1995   | 0 (0)             | Kedah Darul Aman   |
|            | Sikh Izhan          | 23 mars 2002      | 0 (0)             | Penang             |
| Défenseurs |                     |                   |                   |                    |
| 19         | Adib Ra'op          | 25 octobre 1999   | 2 (1)             | Penang             |
| 3          | Safwan Mazlan       | 24 janvier 2002   | 2 (0)             | Terengganu         |
| 4          | Dion Cools          | 4 juin 1996       | 20 (4)            | Buriram            |
| 17         | Matthew Davies      | 7 février 1995    | 32 (0)            | Johor Darul Ta'zim |
| 13         | Dominic Tan         | 12 mars 1997      | 20 (0)            | Sabah              |
| 8          | Feroz Baharudin     | 2 avril 2000      | 0 (0)             | Johor Darul Ta'zim |
| 14         | Shahrul Saad        | 8 juillet 1993    | 34 (2)            | Johor Darul Ta'zim |
|            | La'Vere Corbin-Ong  | 22 avril 1991     | 24 (4)            | Johor Darul Ta'zim |
|            | Declan Lambert      | 21 septembre 1998 | 2 (0)             | Kuala Lumpur City  |
|            | Daniel Ting         | 1er décembre 1992 | 5 (0)             | Sabah              |
| Milieux    |                     |                   |                   |                    |
| 11         | Syamer Kutty Abba   | 1er octobre 1997  | 22 (0)            | Penang             |
| 6          | Endrick             | 7 mars 1995       | 8 (0)             | Johor Darul Ta'zim |
| 23         | Nooa Laine          | 22 novembre 2002  | 3 (0)             | Selangor           |
| 7          | Zhafri Yahya        | 25 septembre 1994 | 0 (0)             | Kuala Lumpur City  |
| 18         | Brendan Gan         | 3 juin 1988       | 25 (1)            | Kuala Lumpur City  |
| 20         | Stuart Wilkin       | 12 mars 1998      | 15 (3)            | Sabah              |
| Attaquants |                     |                   |                   |                    |
| 10         | Ezequiel Aguero     | 7 avril 1994      | 8 (2)             | Pahang             |
| 15         | Syafiq Ahmad        | 28 juin 1995      | 23 (4)            | Kedah Darul Aman   |
| 16         | Safawi Rasid        | 5 mars 1997       | 40 (15)           | Terengganu         |
|            | Darren Lok          | 14 décembre 1990  | 23 (3)            | Sabah              |
|            | Akhyar Rashid       | 1er mai 1999      | 33 (3)            | Terengganu         |
|            | Engku Shakir        | 16 octobre 1998   | 1 (0)             | Terengganu         |
|            | Haqimi Azim Rosli   | 6 janvier 2003    | 6 (1)             | Kuala Lumpur City  |
|            | Paulo Josué         | 13 mars 1989      | 10 (1)            | Kuala Lumpur City  |

## Classement FIFA
| Année              | 1993 | 1994 | 1995 | 1996 | 1997 | 1998 | 1999 | 2000 | 2001 | 2002 | 2003 | 2004 | 2005 | 2006 | 2007 | 2008 | 2009 | 2010 | 2011 | 2012 | 2013 | 2014 | 2015 | 2016 | 2017 | 2018 | 2019 | 2020 | 2021 | 2022 | 2023 | 2024 |
| ------------------ | ---- | ---- | ---- | ---- | ---- | ---- | ---- | ---- | ---- | ---- | ---- | ---- | ---- | ---- | ---- | ---- | ---- | ---- | ---- | ---- | ---- | ---- | ---- | ---- | ---- | ---- | ---- | ---- | ---- | ---- | ---- | ---- |
| Classement mondial | 79   | 89   | 106  | 96   | 87   | 113  | 117  | 107  | 111  | 128  | 116  | 120  | 123  | 152  | 159  | 156  | 160  | 144  | 148  | 158  | 154  | 154  | 170  | 161  | 174  | 167  | 154  | 153  | 154  | 145  | 130  | 132  |

### Parcours enCoupe du monde
| Année | Position     |      | Année             | Position |                   | Année | Position |
| 1930  | Non inscrite | 1974 | Tour préliminaire | 2010     | Tour préliminaire |       |          |
| 1934  | Non inscrite | 1978 | Tour préliminaire | 2014     | Tour préliminaire |       |          |
| 1938  | Non inscrite | 1982 | Tour préliminaire | 2018     | Tour préliminaire |       |          |
| 1950  | Non inscrite | 1986 | Tour préliminaire | 2022     | Tour préliminaire |       |          |
| 1954  | Non inscrite | 1990 | Tour préliminaire | 2026     | Tour préliminaire |       |          |
| 1958  | Non inscrite | 1994 | Tour préliminaire | 2030     | À venir           |       |          |
| 1962  | Non inscrite | 1998 | Tour préliminaire | 2034     | À venir           |       |          |
| 1966  | Non inscrite | 2002 | Tour préliminaire |          |                   |       |          |
| 1970  | Non inscrite | 2006 | Tour préliminaire |          |                   |       |          |

### Parcours enCoupe d'Asie
| Année | Position          |      | Année             | Position |                        | Année | Position |
| 1956  | Tour préliminaire | 1984 | Tour préliminaire | 2011     | Tour préliminaire      |       |          |
| 1960  | Tour préliminaire | 1988 | Tour préliminaire | 2015     | Tour préliminaire      |       |          |
| 1964  | Non inscrite      | 1992 | Tour préliminaire | 2019     | Tour préliminaire      |       |          |
| 1968  | Tour préliminaire | 1996 | Tour préliminaire | 2023     | 1er tour               |       |          |
| 1972  | Tour préliminaire | 2000 | Tour préliminaire | 2027     | Éliminatoires en cours |       |          |
| 1976  | 1er tour          | 2004 | Tour préliminaire |          |                        |       |          |
| 1980  | 1er tour          | 2007 | 1er tour          |          |                        |       |          |

## Coupe de l'ASEAN
- 1996 : Finaliste
- 1998 : 1er tour
- 2000 : 3e place
- 2002 : 4e place
- 2004 : 3e place
- 2007 : Demi-finaliste
- 2008 : 1er tour
- 2010 : Vainqueur
- 2012 : Demi-finaliste
- 2014 : Finaliste
- 2016 : 1er tour
- 2018 : Finaliste
- 2021 : 1er tour
- 2022 : Demi-finaliste
- 2024 : 1er tour

## Liste des entraîneurs
- Peter Velappan (1963, 1966, 1969)
- Choo Seng Quee (1963-1964)
- Otto Westphal (1965-1966)
- Clement De Silva (1966)
- Nagalingam Rajoo (1967)
- Dettmar Cramer (1967)
- Edwin Dutton (1967)
- Harold Hassall (1968, 1970)
- Abdul Ghani Minhat (1969)
- Dave MacLaren (1970)
- C. Arasaratnam (1971)
- Jalil Che Din (1972)
- Tam Sitwa (1973)
- M. Kuppan (1973-1977)
- Chow Kwai Lam (1978)
- Karl-Heinz Weigang (1979-1982)
- M. Chandran (1982-1983, 1988)
- Frank Lord (1983-1985)
- Mohamad Bakar (1985-1986)
- Jozef Vengloš (1986-1987)
- Abdul Rahman Ibrahim (1987)
- Richard Bate (1988)
- Trevor Hartley (1989)
- Ahmad Shafie (1990)
- Rahim Abdullah (1991)
- Ken Worden (1992-1993)
- Claude Le Roy (1994-1995)
- Hatem Souisi (1995, 1998)
- Wan Jamak Wan Hassan (1996-1997)
- Abdul Rahman Ibrahim (1998-2000)
- Allan Harris (2001-2004)
- K. Rajagopal (2004 : adjoint) (2009-2013)
- Bertalan Bicskei (2004-2005)
- Norizan Bakar (2005-2007)
- B. Sathianathan (2007-2008)
- Ong Kim Swee (2014, adjoint) (2015-2017)
- Nelo Vingada (2017)
- Tan Cheng Hoe (2017-2022)
- Kim Pan-gon (2022-2024)
- Pau Martí Vicente (2024, intérim)
- Peter Cklamovski (2024-)

## Adversaires de l'équipe de Malaisie de 1956 à aujourd'hui
| Pays                      | J  | G  | N  | P  | Bp  | Bc  | Diff | Premier match                       | Dernier match                        |
| ------------------------- | -- | -- | -- | -- | --- | --- | ---- | ----------------------------------- | ------------------------------------ |
| Afghanistan               | 3  | 2  | 1  | 0  | 9   | 2   | 7    | 20/10/2008 (6-0) à Kuala Lumpur     | 23/03/2019 (2-1) à Kuala Lumpur      |
| Angleterre                | 1  | 0  | 0  | 1  | 2   | 4   | -2   | 12/06/1991 (2-4) à Kuala Lumpur     |                                      |
| Arabie saoudite           | 11 | 0  | 2  | 9  | 5   | 26  | -21  | 29/08/1980 (0-3) à Izmir            | 24/03/2016 (0-2) à Dammam            |
| Australie                 | 7  | 1  | 0  | 6  | 1   | 19  | -18  | 07/12/1965 (0-1) à Ipoh             | 07/10/2011 (0-5) à Canberra          |
| Bahreïn                   | 14 | 2  | 4  | 8  | 15  | 26  | -11  | 08/09/1977 (3-1) à Séoul            | 20/01/2024 (0-1) à Doha              |
| Bangladesh                | 9  | 6  | 2  | 1  | 14  | 4   | 10   | 08/08/1975 (3-0) à Petaling Jaya    | 14/06/2022 (4-1) à Kuala Lumpur      |
| Bhoutan                   | 1  | 1  | 0  | 0  | 7   | 0   | 7    | 01/04/2018 (7-0) à Kuala Lumpur     |                                      |
| Birmanie                  | 53 | 26 | 8  | 19 | 90  | 66  | 24   | 01/09/1957 (5-2) à Kuala Lumpur     | 21/12/2022 (1-0) à Yangon            |
| Bosnie-Herzégovine        | 3  | 0  | 1  | 2  | 2   | 5   | -3   | 28/02/1997 (0-1) à Kuala Lumpur     | 28/06/2001 (0-2) à Shah Alam         |
| Brésil                    | 1  | 0  | 0  | 1  | 0   | 4   | -4   | 25/02/2002 (0-4) à Kuala Lumpur     |                                      |
| Brunei                    | 11 | 11 | 0  | 0  | 46  | 2   | 44   | 22/05/1971 (8-0) à Bangkok          | 27/05/2022 (4-0) à Kuala Lumpur      |
| Cambodge                  | 31 | 23 | 4  | 4  | 94  | 29  | 65   | 17/03/1956 (9-2) à Kuala Lumpur     | 08/12/2024 (2-2) à Phnom Penh        |
| Canada                    | 1  | 0  | 0  | 1  | 0   | 5   | -5   | 25/08/1986 (0-5) à Singapour        |                                      |
| Cap-Vert                  | 2  | 0  | 1  | 1  | 1   | 4   | -3   | 29/05/2025 (1-1) à Kuala Lumpur     | 03/06/2025 (0-3) à Kuala Lumpur      |
| Chine                     | 14 | 1  | 3  | 10 | 7   | 35  | -28  | 06/05/1976 (0-2) à Pékin            | 09/09/2023 (1-1) à Chengdu           |
| Corée du Nord             | 9  | 1  | 3  | 5  | 7   | 20  | -13  | 16/09/1974 (2-1) à Téhéran          | 13/11/2017 (1-4) à Buriram           |
| Corée du Sud              | 49 | 11 | 10 | 28 | 53  | 81  | -28  | 09/04/1953 (2-3) à Hong Kong        | 25/01/2024 (3-3) à Al Wakrah         |
| Émirats arabes unis       | 10 | 2  | 0  | 8  | 6   | 28  | -22  | 20/09/1980 (2-0) à Koweït           | 03/06/2021 (0-4) à Dubaï             |
| Fidji                     | 5  | 2  | 1  | 2  | 5   | 8   | -3   | 05/02/2001 (1-4) à Lautoka          | 05/07/2018 (1-0) à Kuala Lumpur      |
| Finlande                  | 1  | 1  | 0  | 0  | 2   | 1   | 1    | 21/02/1997 (2-1) à Kuala Lumpur     |                                      |
| Ghana                     | 1  | 1  | 0  | 0  | 1   | 0   | 1    | 29/07/1985 (1-0) à Kuala Lumpur     |                                      |
| Hong Kong                 | 30 | 14 | 8  | 8  | 47  | 34  | 13   | 04/09/1957 (3-3) à Kuala Lumpur     | 28/03/2023 (2-0) à Johor Bahru       |
| Îles Salomon              | 1  | 1  | 0  | 0  | 4   | 1   | 3    | 14/06/2023 (4-1) à Kuala Terengganu |                                      |
| Inde                      | 27 | 10 | 8  | 9  | 47  | 37  | 10   | 04/09/1959 (1-1) à Kuala Lumpur     | 18/11/2024 (1-1) à Hyderabad         |
| Indonésie                 | 72 | 25 | 16 | 31 | 103 | 117 | -14  | 07/09/1957 (2-4) à Kuala Lumpur     | 19/12/2021 (1-4) à Singapour         |
| Irak                      | 8  | 0  | 3  | 5  | 3   | 14  | -11  | 11/09/1974 (0-0) à Téhéran          | 01/02/2013 (0-3) à Dubaï             |
| Iran                      | 4  | 0  | 0  | 4  | 0   | 8   | -8   | 10/12/1966 (0-2) à Bangkok          | 18/07/2007 (0-2) à Kuala Lumpur      |
| Israël                    | 2  | 0  | 0  | 2  | 3   | 11  | -8   | 19/05/1973 (0-3) à Séoul            | 03/09/1974 (3-8) à Téhéran           |
| Jamaïque                  | 1  | 0  | 0  | 1  | 0   | 2   | -2   | 28/06/2007 (0-2) à Kuala Lumpur     |                                      |
| Japon                     | 22 | 6  | 6  | 10 | 34  | 36  | -2   | 28/12/1958 (6-2) à Kuala Lumpur     | 07/02/2004 (0-4) à Kashima           |
| Jordanie                  | 6  | 0  | 2  | 4  | 0   | 10  | -10  | 14/04/1988 (0-0) à Kuala Lumpur     | 15/01/2024 (0-4) à Al Wakrah         |
| Kenya                     | 1  | 0  | 1  | 0  | 0   | 0   | 0    | 12/08/2009 (0-0) à Kuala Lumpur     |                                      |
| Kirghizistan              | 3  | 1  | 1  | 1  | 5   | 5   | 0    | 16/10/2018 (0-1) à Malacca          | 06/06/2024 (1-1) à Bichkek           |
| Koweït                    | 13 | 2  | 2  | 9  | 8   | 32  | -24  | 26/07/1973 (0-0) à Kuala Lumpur     | 08/11/2013 (0-3) à Koweït            |
| Laos                      | 20 | 14 | 5  | 1  | 62  | 11  | 51   | 24/11/1968 (5-0) à Bangkok          | 14/11/2024 (3-1) à Bangkok           |
| Lesotho                   | 1  | 1  | 0  | 0  | 5   | 0   | 5    | 11/09/2009 (5-0) à Kuala Lumpur     |                                      |
| Liban                     | 3  | 1  | 0  | 2  | 3   | 4   | -1   | 13/06/2017 (1-2) à Johor Bahru      | 08/09/2024 (1-0) à Kuala Lumpur      |
| Libye                     | 2  | 0  | 2  | 0  | 2   | 2   | 0    | 26/07/1977 (1-1) à Kuala Lumpur     | 30/09/1980 (1-1) à Izmir             |
| Liechtenstein             | 1  | 0  | 0  | 1  | 0   | 1   | -1   | 05/10/1981 (0-1) à Balzers          |                                      |
| Macao                     | 3  | 2  | 1  | 0  | 14  | 0   | 14   | 05/05/1993 (9-0) à Kuala Lumpur     | 29/03/2016 (0-0) à Malacca           |
| Maldives                  | 4  | 4  | 0  | 0  | 11  | 0   | 11   | 15/02/2000 (2-0) à Kuala Lumpur     | 14/12/2022 (3-0) à Kuala Lumpur      |
| Maroc                     | 3  | 1  | 1  | 1  | 4   | 3   | 1    | 24/10/1980 (2-0) à Kuala Lumpur     | 07/02/1981 (1-1) à Abou Dabi         |
| Mongolie                  | 1  | 0  | 1  | 0  | 2   | 2   | 0    | 22/03/2018 (2-2) à Kuala Lumpur     |                                      |
| Népal                     | 8  | 7  | 1  | 0  | 25  | 0   | 25   | 19/09/1983 (7-0) à Kuala Lumpur     | 25/03/2025 (2-0) à Johor Bahru       |
| Nouvelle-Zélande          | 13 | 2  | 2  | 9  | 9   | 32  | -23  | 16/11/1967 (2-8) à Kuala Lumpur     | 14/10/2024 (0-4) à Albany            |
| Oman                      | 6  | 1  | 0  | 5  | 2   | 14  | -12  | 09/04/1993 (0-1) à Mascate          | 26/03/2024 (0-2) à Kuala Lumpur      |
| Ouzbékistan               | 6  | 0  | 0  | 6  | 3   | 24  | -21  | 03/10/1994 (0-5) à Hiroshima        | 09/10/2021 (1-5) à Amman             |
| Pakistan                  | 6  | 4  | 1  | 1  | 16  | 4   | 12   | 12/08/1960 (1-0) à Kuala Lumpur     | 10/10/2008 (4-1) à Kuala Lumpur      |
| Palestine                 | 5  | 1  | 0  | 4  | 4   | 18  | -14  | 11/03/2001 (0-1) à Hong Kong        | 12/11/2015 (0-6) à Amman             |
| Papouasie-Nouvelle-Guinée | 4  | 3  | 0  | 1  | 17  | 4   | 13   | 04/09/1984 (5-1) à Kuala Lumpur     | 20/06/2023 (10-0) à Kuala Terengganu |
| Philippines               | 20 | 13 | 6  | 1  | 67  | 5   | 62   | 26/08/1962 (15-1) à Jakarta         | 04/09/2024 (2-1) à Kuala Lumpur      |
| Qatar                     | 7  | 0  | 3  | 4  | 3   | 12  | -9   | 22/09/1980 (1-1) à Koweït           | 19/11/2013 (0-1) à Shah Alam         |
| Sénégal                   | 1  | 1  | 0  | 0  | 1   | 0   | 1    | 13/08/1982 (1-0) à Kuala Lumpur     |                                      |
| Singapour                 | 68 | 22 | 25 | 21 | 91  | 85  | 6    | 02/09/1958 (0-0) à Kuala Lumpur     | 20/12/2024 (0-0) à Kuala Lumpur      |
| Slovaquie                 | 1  | 0  | 0  | 1  | 0   | 2   | -2   | 23/06/2001 (0-2) à Kuala Lumpur     |                                      |
| Sri Lanka                 | 10 | 9  | 0  | 1  | 36  | 7   | 23   | 05/06/1972 (3-0) à Jakarta          | 05/10/2019 (6-0) à Kuala Lumpur      |
| Sud-Vietnam               | 26 | 12 | 4  | 10 | 50  | 52  | -2   | 03/05/1956 (3-3) à Saïgon           | 23/03/1975 (3-0) à Bangkok           |
| Suède                     | 1  | 0  | 0  | 1  | 1   | 3   | -2   | 14/11/1979 (1-3) à Kuala Lumpur     |                                      |
| Syrie                     | 6  | 2  | 2  | 2  | 14  | 12  | 2    | 15/07/1978 (5-2) à Kuala Lumpur     | 08/01/2024 (2-2) à Doha              |
| Tadjikistan               | 4  | 1  | 1  | 2  | 2   | 6   | -4   | 08/08/2014 (1-4) à Douchanbé        | 17/10/2023 (0-2) à Kuala Lumpur      |
| Taipei chinois            | 16 | 7  | 3  | 6  | 26  | 21  | 5    | 25/05/1958 (1-2) à Tokyo            | 11/06/2024 (3-1) à Kuala Lumpur      |
| Thaïlande                 | 98 | 37 | 31 | 30 | 133 | 125 | 8    | 14/12/1959 (1-3) à Bangkok          | 14/12/2024 (0-1) à Bangkok           |
| Timor oriental            | 8  | 7  | 1  | 0  | 28  | 5   | 23   | 08/12/2004 (5-0) à Kuala Lumpur     | 11/12/2024 (3-2) à Kuala Lumpur      |
| Turkménistan              | 2  | 2  | 0  | 0  | 4   | 1   | 3    | 08/06/2022 (3-1) à Kuala Lumpur     | 23/03/2023 (1-0) à Johor Bahru       |
| Turquie                   | 1  | 0  | 0  | 1  | 0   | 3   | -3   | 05/10/1980 (0-3) à Izmir            |                                      |
| Viêt Nam                  | 24 | 6  | 3  | 15 | 24  | 34  | -10  | 30/11/1991 (2-1) à Manille          | 10/06/2025 (4-0) à Kuala Lumpur      |
| Yémen                     | 5  | 4  | 0  | 1  | 9   | 4   | 5    | 18/10/1984 (4-1) à Calcutta         | 05/03/2014 (2-1) à Al-Aïn            |